# Kassa-Nyugat
Kassa-Nyugat (szlovákul Západ) Kassa városrésze Szlovákiában, közigazgatásilag a Kassai kerület Kassai II. járásához tartozik.
Területe 5,69 km². Polgármestere Rudolf Bauer.

## Fekvése
Kassa óvárosától nyugat-délnyugatra fekszik.

## Népessége
Lakosainak száma 2003-ban 40 870 volt.
2011-ben 40 599 lakosából 29 363 szlovák és 1135 magyar.